# Heliconius melanops
Heliconius melanops är en fjärilsart som beskrevs av Gustav Weymer 1893. Heliconius melanops ingår i släktet Heliconius och familjen praktfjärilar. Inga underarter finns listade i Catalogue of Life.